# Lepanthes calophlebia
Lepanthes calophlebia là một loài thực vật có hoa trong họ Lan. Loài này được Luer & Thoerle mô tả khoa học đầu tiên năm 2009.